# ROCS Chang Chien
Le ROCS Chang Chien (en chinois traditionnel : 張騫 ; pinyin : Zhāng Qiān) est une frégate de classe Cheng Kung de la Marine de la république de Chine.

## Caractéristiques
Le Chang Chien est de classe Cheng Kung (virtuellement identique à la classe Oliver Hazard Perry de l'US Navy), soit un navire chargé des missions de reconnaissance et d'entraînement au combat.

## Construction
Le Chang Chien est le dernier exemplaire de la commande initiale de huit frégates de classe Cheng Kung, formalisée le 8 mai 1989.
Il a été réalisé sur un des chantiers navals de la société CSBC Corporation à partir de décembre 1995, pour un lancement en novembre 1996 et une mise en service en novembre 1998,.
Les sept premières frégates portent toutes le nom de généraux et guerriers chinois ; le Chang Chien doit son nom à Zhang Qian, explorateur du IIe siècle av. J.-C.

## Utilisation
Il est stationné à la base navale de Zuoying.